# Orasema seyrigi
Orasema seyrigi är en stekelart som beskrevs av Jean Risbec 1952. Orasema seyrigi ingår i släktet Orasema och familjen Eucharitidae.
Artens utbredningsområde är Madagaskar. Inga underarter finns listade i Catalogue of Life.